# Orkidektomi

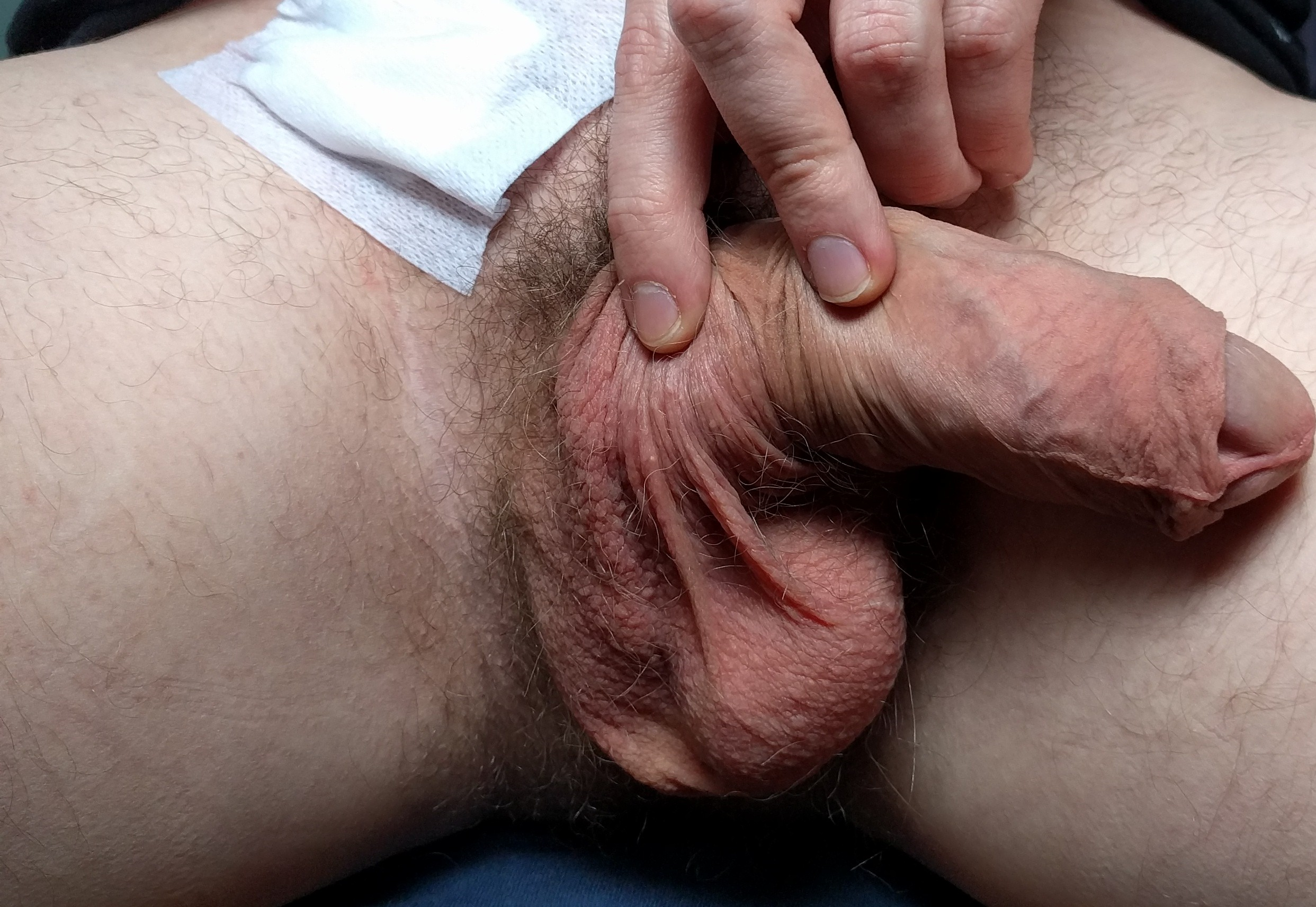
Pungen efter utförd orkidektomi.

Orkidektomi (av grekiskans ὄρχις, orchis, "testikel", och εκτομία, ektomia, "avlägsnande") avser ett kirurgiskt avlägsnande av en testikel på grund av testikelinflammation, orkit, eller testikelcancer. Radikal orkidektomi innebär ett fullständigt avlägsnande av både testikel, bitestikel samt tillhörande sädesledare. Om den kvarvarande testikeln är frisk påverkas inte förmågan att få barn. Det finns möjlighet att få en protes inopererad istället för den borttagna testikeln.
Ingreppet sker under narkos genom ett snitt i ljumsken med så kallad titthålskirurgi. Operationen tar cirka 45 minuter och patienten kan normalt gå hem igen samma dag.

### Webbkällor
- ”Orkiektomi”. Svensk MeSH. Karolinska Institutet. https://mesh.kib.ki.se/term/D009919/orchiectomy. Läst 6 oktober 2020.
- Orkidektomi